# Пентасамарийдииридий
Пентасамарийдииридий — бинарное неорганическое соединение
самария и иридия
с формулой Ir2Sm5,
кристаллы.

## Получение
- Сплавление стехиометрических количеств чистых веществ:

{\displaystyle {\mathsf {5Sm+2Ir\ {\xrightarrow {1100^{o}C}}\ Ir_{2}Sm_{5}}}}

## Физические свойства
Пентасамарийдииридий образует кристаллы
моноклинной сингонии, пространственная группа C 2/c, параметры ячейки a = 1,6144 нм, b = 0,6522 нм, c = 0,7264 нм, β = 96,7°, Z = 4,
структура типа дикарбида пентамарганца Mn5C2.
Соединение образуется по перитектической реакции при температуре ~1100 °C.